# Висока (Пільський повіт)
Висока (пол. Wysoka, нім. Wissek) — місто в північно-західній Польщі.

## Демографія
Демографічна структура станом на 31 березня 2011 року:
|          | Загалом | Допрацездатний вік | Працездатний вік | Постпрацездатний вік |
| -------- | ------- | ------------------ | ---------------- | -------------------- |
| Чоловіки | 1344    | 311                | 935              | 98                   |
| Жінки    | 1397    | 284                | 859              | 254                  |
| Разом    | 2741    | 595                | 1794             | 352                  |